# Eremo di San Martino
L'eremo di San Martino si trova in Trentino-Alto Adige, all’imbocco della Val Genova, sulle pendici meridionali del Monte Lancia, a 1226 metri di quota.
Fin dalla metà del XVII secolo è stato meta di escursioni da parte degli alpinisti.

## Storia

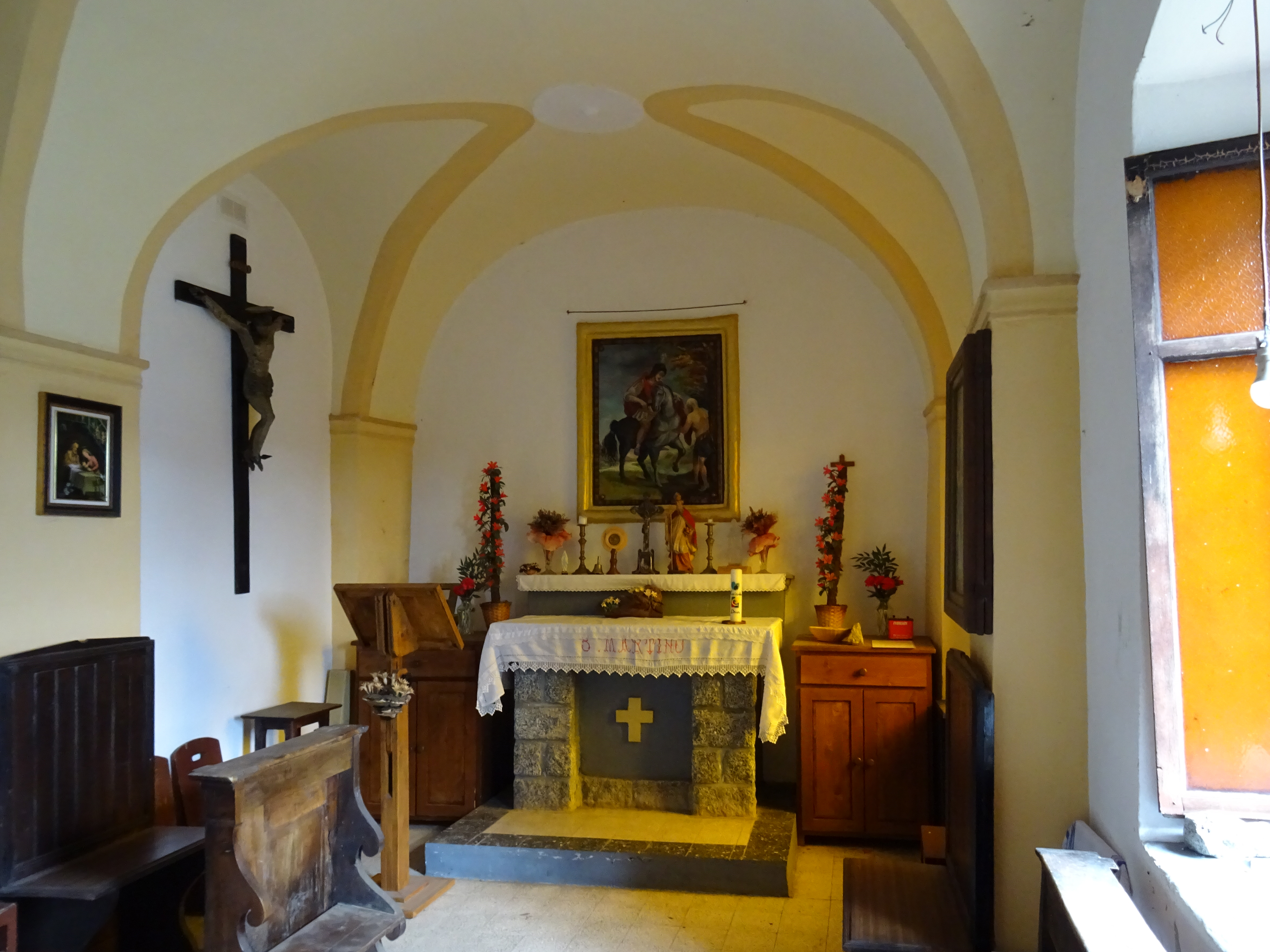
Interno

La prima fonte in cui è citato l’eremo è un documento del 1312 rogato a Carisolo.
Verso la fine del XV secolo il sacerdote Baldassarre Moroni, desiderando condurre una vita eremitica, chiese al vescovo di Trento Giovanni Hinderbach di poter restaurare a tale scopo la cappella di San Martino, «ruinata per l’antichità». Ottenuto il permesso, egli compì l’opera grazie alla carità dei fedeli. Egli ottenne la riconferma dell’investitura in data 30 luglio 1485 ed ancora il 17 marzo 1499. Fino al 1520, anno della sua morte, visse da eremita a San Martino, con grande soddisfazione degli uomini di tutta la Val Rendena. Baldassarre era originario del bergamasco come i Baschenis, celebri pittori itineranti molto attivi in Trentino; il suo paese d’origine era Averara.
Nei documenti relativi alla visita pastorale del 1537 la chiesa è denominata San Martino “in Montibus”.
Altri religiosi che si ricordano in relazione all’eremo sono:
- il prete Andrea Morano, originario di Saragozza, a cui la cappella San Martino fu conferita con decreto 8 gennaio 1541;
- Avancino del fu Francesco Zanoni de Caresolo, nel 1637;
- il prete Stefano degli Ambrosi ed il chierico Giovanni degli Ambrosi, due eremiti locali che nel 1695 abitavano presso l’eremo solo durante la bella stagione;
- nel 1750 l’eremita Pietro Ambrosi di Carisolo, appartenente all’ordine dei Francescani a Trento;
- padre Stefano Filosi, che nel 1768 celebrava all’eremo tre volte l’anno[1].

In seguito all’abolizione degli eremitaggi, la chiesa andò in rovina. Nel 1877 iniziò un nuovo restauro, terminato nel 1904 grazie alle prestazioni ed offerte gratuite dei fedeli di Carisolo. Tuttavia, a causa della mancanza di un eremita che potesse custodirlo, l’eremo cadde di nuovo parzialmente nel degrado.

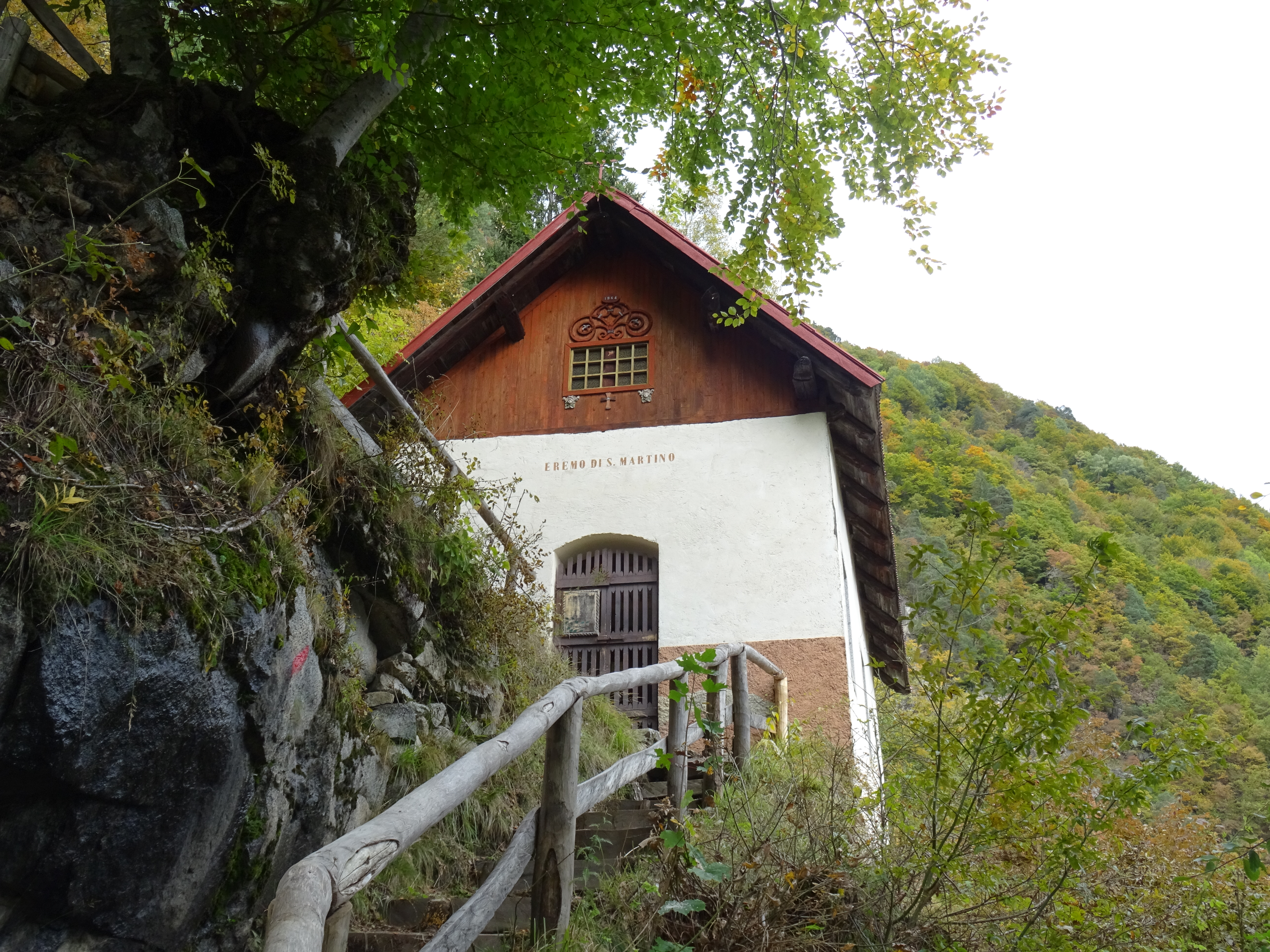
Facciata

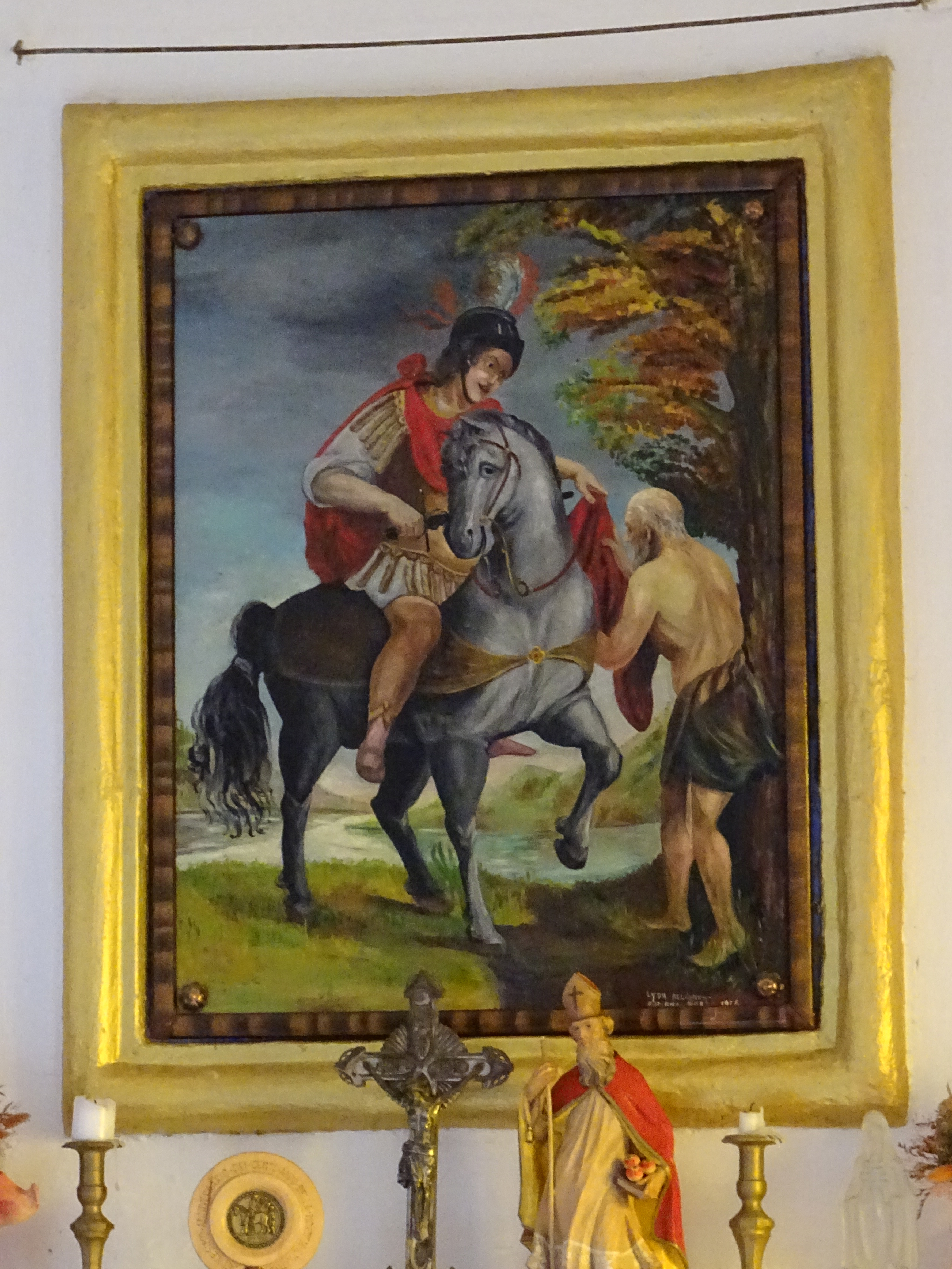
Dipinto di san Martino

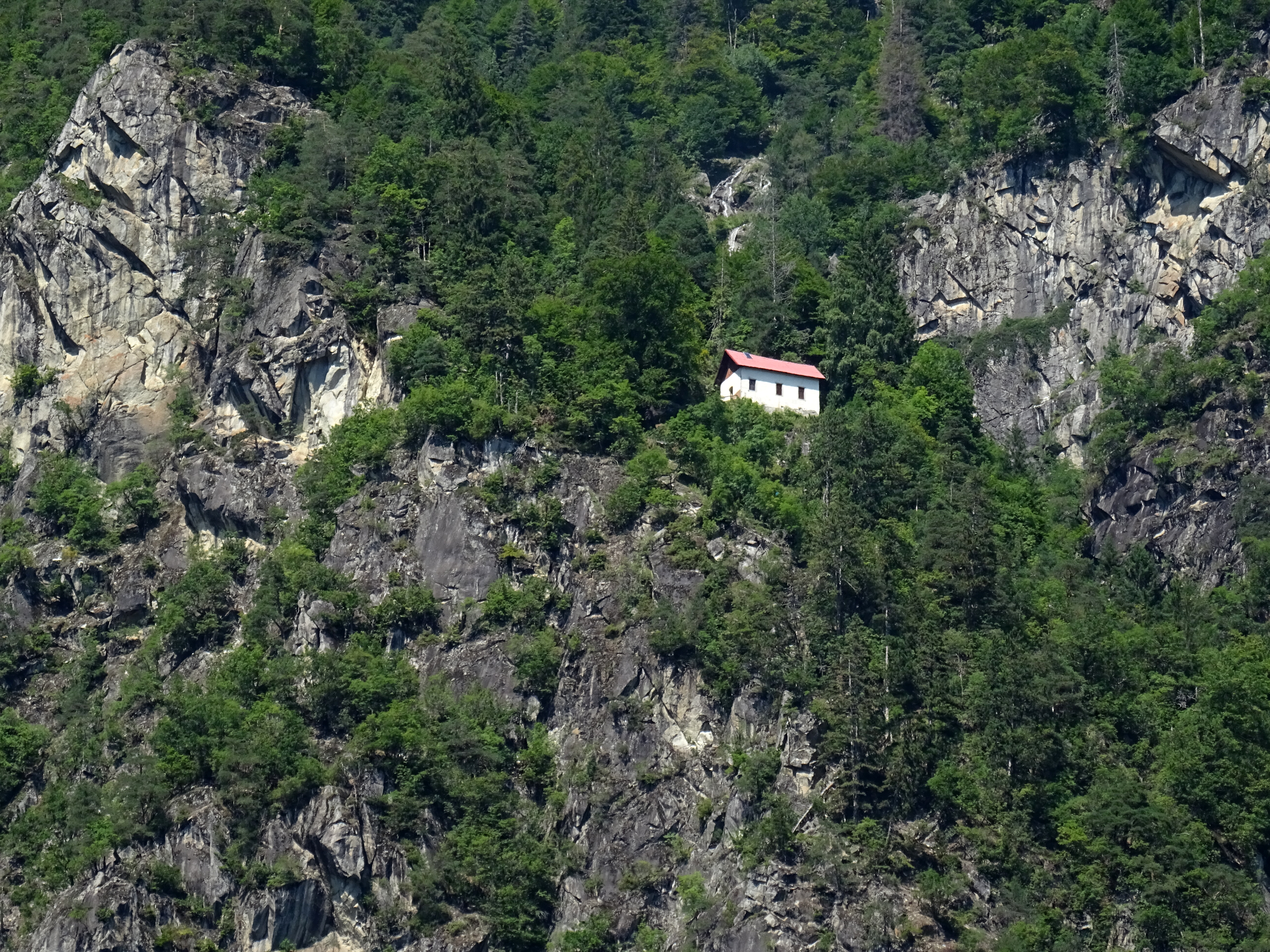
L'eremo visto dal fondovalle

Il primo ottobre 1958 venne costituito il Comitato per il restauro della chiesetta di San Martino. Al termine dei lavori l’edificio venne solennemente benedetto il 7 agosto 1966. Tra gli anni 1979 e 1981  vennero compiuti altri interventi, tra i quali la sistemazione del sentiero d’accesso, reso più agevole e sicuro.
I fedeli di Carisolo, in occasione della festa di San Martino, salivano all’eremo in processione, seguendo il percorso devozionale che sale dalla chiesa di Santo Stefano Protomartire. Ancora oggi l’11 novembre o la domenica successiva all’eremo viene celebrata una Santa Messa  per invocare la benedizione del Santo sulla comunità di Carisolo e della Val Rendena.

## Arte
Le fonti riguardanti la visita pastorale del 1579 riferiscono che la chiesa presentava un altare consacrato con piccola ancona dorata, sulla quale era dipinta l’immagine della Madonna e di San Martino. Inoltre sopra il volto c’era una stanzetta adibita a sepolcro, contenente una cassa di legno con le ossa del sacerdote Baldassarre Moroni. Oggi le ossa sono state inserite in un’urna di vetro, collocata sul davanzale della finestra vicino all’altare.
Sopra l’altare granitico è posizionato un quadro ad olio del 1984 della pittrice romana Lida Dell’Anna raffigurante San Martino a cavallo col povero; è una copia dell’opera originale, d’autore ignoto, datata 1601 e conservata in canonica. Inoltre è presente un quadro di Lorenzo Scabbia di Villasanta, raffigurante San Nicola di Mira.

## Letteratura
Michelangelo Mariani (1624-1696), cronista del Concilio di Trento, parla dell’eremo nella sua opera “Trento con il sacro Concilio, et altri notabili”: "Altra simil chiesa notabile è quella di S. Martino, posta sopra un dirupo o scoglio a mezzo il monte che guarda in Val Genova. Vi s'ascende per un sentiero a serpe, molto erto in un hora di cammino e nel giungere si gode di un bel prospetto. Alla chiesa sta vicina la Casa dell'Eremita che vi abita in sito veramente anacoretico, non senza qualche commodità di horti e vi passa l'acqua”.

## Leggende
Esistono diverse leggende popolari riguardanti l’eremo; esse raccontano di tesori, di mostri, di un orso protettore dell'eremita. In particolare, si narra che uno degli ultimi eremiti viveva del pane portatogli da un orso mansueto e che alla sua morte gli avornielli fiorirono per miracolo a gennaio.

## Turismo
L’eremo è immerso nel bosco sulle ripide pendici della Pala di Dalgon, nella valletta del Rio Re/Rio San Martino che scende dalla Malga Saradole/Sarodol e dal Pian de l'Asèn. Dal piccolo piazzale antistante si può ammirare un panorama unico, con le cime del Brenta e la piana del Sarca; Carisolo è sotto il visitatore, poco più in là si vedono Pinzolo, Giustino, Massimeno e Bocenago.
Si può raggiungere l’eremo seguendo il “Percorso rosso. San Martino Campolo”, uno dei “Percorsi per famiglie Carisolo Family”.